# Ainsworth (Wielki Manchester)
Ainsworth – wieś w Anglii, w hrabstwie ceremonialnym Wielki Manchester, w dystrykcie metropolitalnym Bury. Leży 16 km na północny zachód od centrum miasta Manchester.